# Hadrian Maria Netto
Hadrian Maria Netto (* 6. Juni 1882 als Walter Netto in Leipzig; † 27. November 1947 in Dresden) war ein deutscher Schauspieler, der ab 1920 in über 40 Stummfilmen und Tonfilmen mitwirkte.

## Leben
Hadrian M. Netto studierte nach dem Abitur Staatsrecht, diente beim sächsischen Militär und brachte es im Ersten Weltkrieg bis zum Rittmeister. Nach Kriegsende wurde er 1918 Schriftsteller, 1920 Schauspieler und konnte noch im selben Jahr bei der Tribüne sein Debüt geben. Weitere Stationen waren in den zwanziger Jahren das Kleine Theater und das Berliner Theater.
In den 1930er Jahren betätigte sich Netto vor allem als Filmschauspieler. Er verkörperte in Nebenrollen steife, gravitätische Figuren vom Diener und Sekretär bis zum Gesandten und Minister. In Tanz auf dem Vulkan war er der Polizeipräfekt Gravon. Sein Markenzeichen war die vielfältig gekräuselte hohe Stirn.
Netto schrieb auch mehrere Theaterstücke, von denen eines unter dem Titel Die fromme Lüge 1938 verfilmt wurde. Er stand 1944 in der Gottbegnadeten-Liste des Reichsministeriums für Volksaufklärung und Propaganda.
Von 1934 bis zur Scheidung 1942 war er in zweiter Ehe mit der Schriftstellerin Hertha Margarete Maria von Puttkamer (1900–1976), einer Enkelin von Robert Viktor von Puttkamer, verheiratet. Wenige Monate vor seinem Tod heiratete er ein drittes Mal. Er starb 1947 in Dresden.
Netto hatte eine Tochter aus erster Ehe; seine Urenkelin ist die Sängerin Pascal von Wroblewsky.

## Filmografie (Auswahl)
- 1918: Die Edelsteinsammlung
- 1920: Das Skelett des Herrn Markutius
- 1925: Schicksal
- 1926: Das Panzergewölbe
- 1928: Liebe im Kuhstall
- 1930: Liebeswalzer
- 1931: M
- 1931: 24 Stunden aus dem Leben einer Frau
- 1931: Die Koffer des Herrn O. F.
- 1932: Unter falscher Flagge
- 1933: Das Testament des Dr. Mabuse
- 1933: Des jungen Dessauers große Liebe
- 1934: Einmal eine große Dame sein
- 1934: Ich heirate meine Frau
- 1934: Die Liebe siegt
- 1935: Das Mädchen Johanna
- 1935: Der Ammenkönig
- 1936: Glückskinder
- 1937: Mein Sohn, der Herr Minister
- 1937: Streit um den Knaben Jo
- 1937: Urlaub auf Ehrenwort
- 1938: Tanz auf dem Vulkan
- 1939: Bel Ami
- 1939: Zwei Welten
- 1940: Trenck, der Pandur
- 1940: Die unvollkommene Liebe
- 1940: Der Kleinstadtpoet
- 1941: Immer nur Du
- 1942: Diesel
- 1943: Der ewige Klang
- 1944: Der Mann, dem man den Namen stahl
- 1944/48: Das kleine Hofkonzert